# ネコを主題とする作品一覧
ネコを主題とする作品一覧は、ネコが主題であるか、主人公または重要なキャラクターとして（架空または実在の）ネコが登場する作品の一覧である。

## 作品一覧

### - 1899年
- 唐道襲（英語版）（徐鉉、10世紀、『稽神録』に所収）
  - 鬻醯者（徐鉉、10世紀、『稽神録』に所収）
- 祭猫（梅堯臣、11世紀『宛陵集』所収の漢詩。猫のお葬式という意味）
- 大蔵大夫藤原清廉怖猫語（作者不詳、12世紀[1]、『今昔物語集』巻28第31話）[2]
- 仙猫（元好問、13世紀、『続夷堅志』に所収）
- 猫の草子（御伽草子の渋川版の一つ、江戸時代初期）
- 長靴をはいた猫（ジャンバティスタ・バジーレ、1634年）（シャルル・ペロー、1697年）

- 猫の妙術（佚斎樗山、1727年）

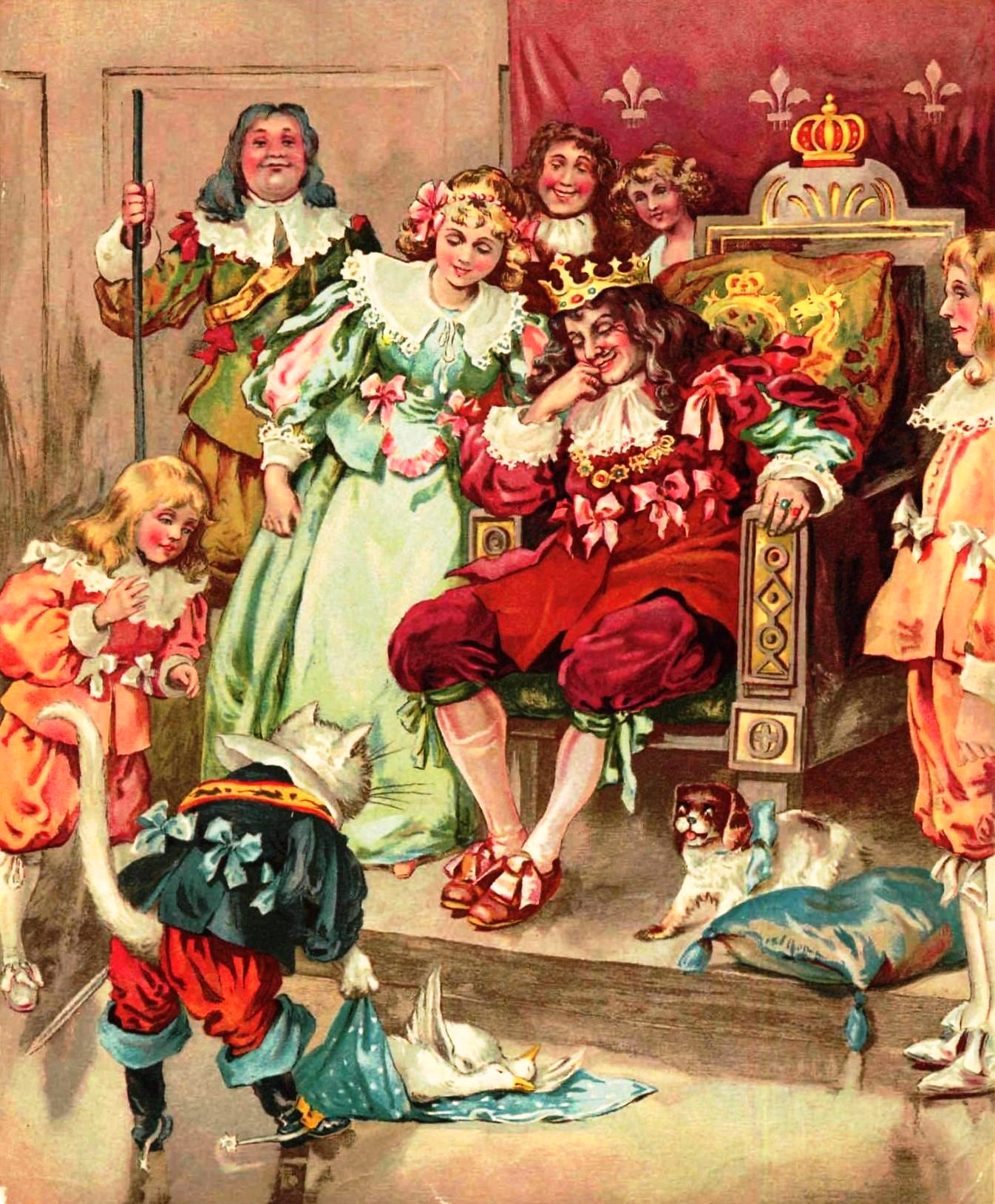
「長靴をはいた猫」Artur Oppman画

- 牡猫ムルの人生観（エルンスト・テオドール・アマデウス・ホフマン、1820年-1822年）
- 朧月猫草紙（山東京山著、歌川国芳絵、1842年-1849年）
- 黒猫（エドガー・アラン・ポー、1843年）
- 白い猫（ジョゼフ・シェリダン・レ・ファニュ、1850年）
- 紐で遊ぶ白猫（歌川広重 (2代目)の木版画作品、1863年）[3]
- 不思議の国のアリスのチェシャ猫（1865年ルイス・キャロル）
- 猫を抱く女性（オーギュスト・ルノワール洋画作品、1875年）[4]
- ピアノレッスン（ヘンリエッタ・ロナー＝クニップ洋画作品、1890年-1897年）[5]
- 黒猫（泉鏡花、1895年）
- ハリー・ウィッター・フリーズ(1879–1953)のポストカード

### 1900年代
- 吾輩は猫である（夏目漱石、1905年-1906年）

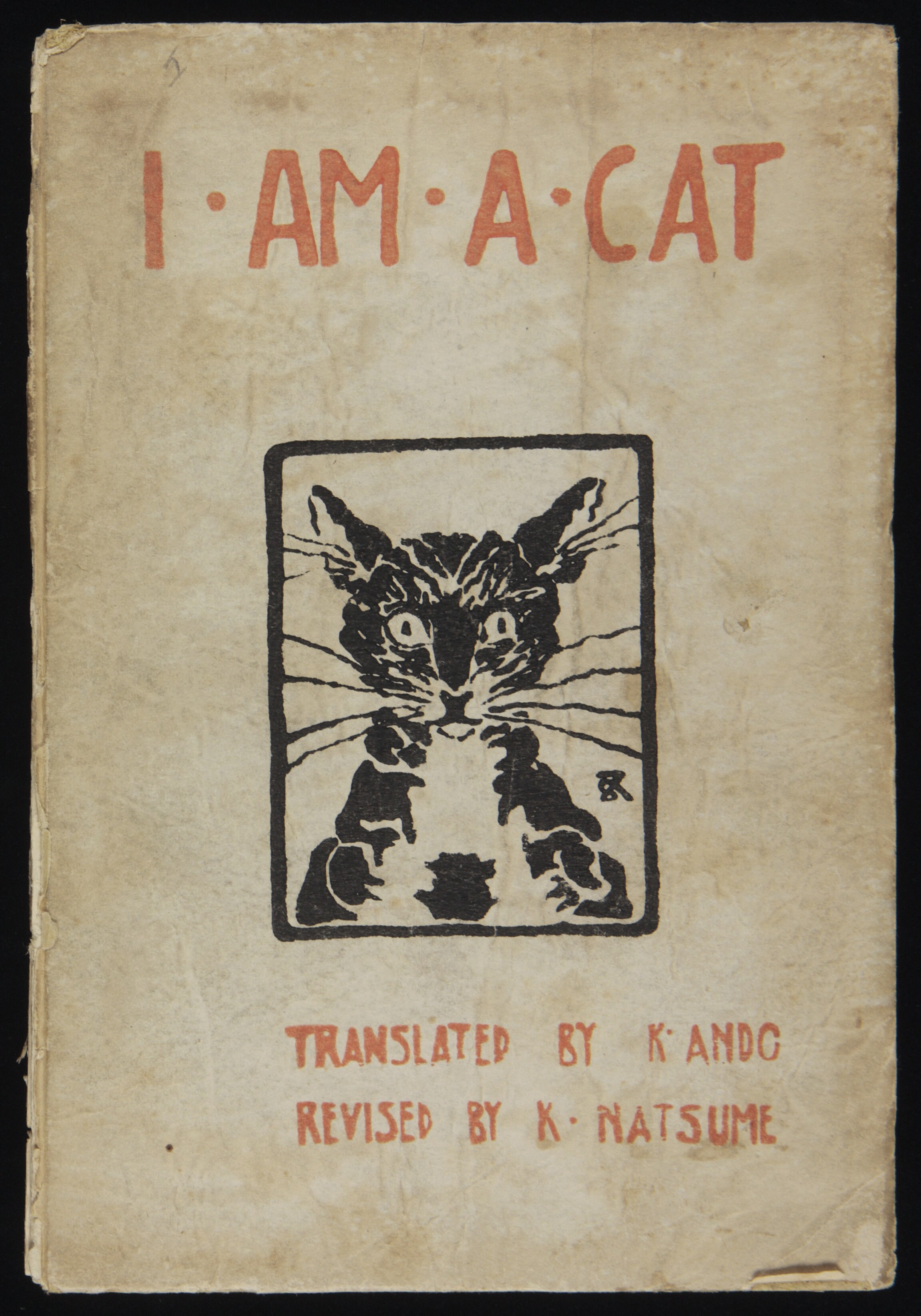
I AM A CAT原作夏目漱石　英訳安藤貫一表紙（橋口五葉装幀）

- こねこのトムのおはなし（ビアトリクス・ポター、1907年）

### 1910年代
- 黒き猫（菱田春草日本画作品、1910年）
- シートン動物記 裏まちのすてネコ（アーネスト・トンプソン・シートン、1915年）

### 1920年代
- ウルタールの猫（H.P.ラヴクラフト、1920年、準主役）
- それからの漱石の猫（三四郎、1920年）[6]※1997年に『續吾輩は猫である』のタイトルで復刊[7][8]
- お富の貞操（芥川龍之介、1922年、準主役）
- 兎と猫（魯迅、1922年）
- 班猫（竹内栖鳳日本画作品 、 1924年）
- 猫の事務所（宮沢賢治、1926年）

### 1930年代
- 愛撫（梶井基次郎、1930年）
- 極楽にいった猫（エリザベス・コーツワース（英語版）、1931年）
- 牝猫（コレット、1933年）
- 7匹の黒猫の冒険（エラリー・クイーン、1934年）
- 猫町（萩原朔太郎、1935年）
- 猫と庄造と二人のおんな（谷崎潤一郎、1936年）

### 1940年代
- 争闘（藤田嗣治洋画作品、1940年）[9]
- 黒猫（島木健作、1945年）
- どこかに生きながら（小川未明、1946年）
- スイッチョねこ（大佛次郎、1946年）
- 小猫が見たこと（大佛次郎、1946年）
- こねこのぴっち（ドイツ語版）（ハンス・フィッシャー（英語版）、1948年）
- 贋作吾輩は猫である（内田百閒、1949年）
- ちびねこグルのぼうけん（英語版）（アン・ピートリ（英語版）、1949年）

### 1950年代
- ジェニイ（ポール・ギャリコ、1950年）[10]　（日本では「さすらいのジェニー」というタイトルの邦訳もある[11]）
- 贋作吾輩は猫である（内田百閒、1950年[12]）
- エジプトから来た猫（オーガスト・ダーレス、1953年）
- ピネロピへの贈り物（ロバート・F・ヤング、1954年、準主役）
- 鼠と竜のゲームほか（コードウェイナー・スミス、1955年、準主役）
- 緑の猫（手塚治虫、1956年）[13]
- 猫と庄造と二人のをんな（監督：豊田四郎、1956年）
- 暗闇の中の猫（横溝正史、1956年）
- 夏への扉（ロバート・A・ハインライン、1957年、準主役）
- ノラや（内田百閒、1957年）
- トマシーナ（ポール・ギャリコ、1957年）
- 僕の父は猫（ヘンリー・スレッサー、1957年）
- 怪奇猫娘（水木しげる、1958年）

### 1960年代
- 猫の墓（夏目伸六著1960年）
- びりっかすのこねこ（マインダート・ディヤング、1962年）
- ぬけめのない猫とくらすには（エリック・ガーニイ（英語版）、1962年）
- 恋人同士（倉橋由美子、1963年）
- 猫館（横溝正史、1963年）
- どうしてそういう名まえなの（松谷みよ子、1964年）
- 猫語の教科書（ポール・ギャリコ、1964年）
- マアおばさんはネコがすき（稲垣昌子、1964年）
- まあちゃんと子ねこ（壺井栄、1964年）
- ネコ（星新一、1964年）
- ちいさいモモちゃん（松谷みよ子、1965年）
- 黒猫侍（五味康祐、1966年）
- シャム猫ココシリーズ（リリアン・J・ブラウン、1966年 - ）
- 11ぴきのねこ（馬場のぼる、1967年 - ）
- 猫目小僧（楳図かずお、1967年 - ）
- もーれつア太郎（赤塚不二夫、1967年 - ）
- いなかっぺ大将（川崎のぼる、1967年 - ）
- シャミー1000（手塚治虫、1968年）[14]

### 1970年代
- クールキャット（萩尾望都、1970年）[15]
- ネコジャラ市の11人（1970年 - 1973年）
- きみは猫である（マグダ・レーヤ（ポーランド語版）、1971年）
- ねこに未来はない（長田弘、1971年）
- にゃんころりん（ところはつえ、1971年 - 197?年）[16]
- ふうちゃんの大りょこう（松谷みよ子作、馬場のぼる絵、1972年）[17]
- 毛糸玉にじゃれないで（萩尾望都、1972年）[18]
- ぼくのねこみなかった?（エリック・カール、1973年）
- 黒ネコジェニーのおはなし（エスター・アベリル（英語版）、1973年）
- ちっぽくんこんにちは（手塚治虫、1973年）[19][20]
- 性悪猫（やまだ紫、1974年）[21][22]
- おけさのひょう六（手塚治虫、1974年）[23]
- ハローキティ（サンリオ、1974年）
- しあわせさん（市川みさこ、1974年）[24][25]
- 猫の民俗学（大木卓、1975年）
- よろしくネコタン（島みちこ、1975年）[26]
- トラジマのミーめ（松本零士、1975年 - ）
- アタゴオル（ますむらひろし、1976年 - ）
- ノンタン（キヨノサチコ、1976年 - ）
- 100万回生きたねこ（佐野洋子、1977年）
- 猫ねこネコの物語（ロイド・アリグザンダー、1977年）
- 宇宙ねこのぼうけん（ルースブン・トッド（英語版）、1977年）
- 百年戦争（井上ひさし、1977年 - 1978年）
- 猫のいる日々、（大仏次郎、1978年）
- 三毛猫ホームズシリーズ（赤川次郎、1978年 - ）
- ガーフィールド（ジム・デイビス、1978年 - ）
- 綿の国星（大島弓子、1978年 - 1987年）
- じゃりン子チエ（はるき悦巳、1978年 - 1997年）
- どこかで猫が待っている（デリック・タンギー（英語版）、1979年）
- My Cat Smokey（エレオノーレ・シュミット、1979年）

### 1980年代
- 小さなお茶会（猫十字社、1980年）
- 海と薔薇と猫と（加藤剛、 1980年）
- なめ猫（1980年 - 1982年）
- 八方にらみねこ（武田英子 (作家)1981年）
- 花の菊千代（赤塚不二夫、1981年 - 1982年）
- 猫町紀行（つげ義春（三輪舎）、1982年2月）
- 黒猫警長（諸志詳、1982年2月） - 中国の童話作品。1985年よりコミカライズ。[27]
- ボクは猫よ（曾野綾子、1982年）
- ひげよさらば（上野瞭、1982年）
- キャッツ（T・S・エリオットの作品を題材とするミュージカル、1982年 - ）
- 一人で歩いていった猫（大原まり子、1982年 - ）
- 敵は海賊シリーズ（神林長平、1983年 - ）
- ねこのいしゃ（小沢良吉、ねこシリーズ、1983年）
- オヨネコぶーにゃん（市川みさこ、1984年）
- のぼるはがんばる（東君平、1984年）
- ひげよさらば（上野瞭『ひげよ、さらば』を原作とするNHK人形劇、1984年 - 1985年）
- 避暑地の猫（宮本輝、1985年）[28]
- What's Michael?（小林まこと、1985年 - ）
- ねこ・ねこ・幻想曲（高田エミ、1985年 - 1994年）
- テイルチェイサーの歌（タッド・ウイリアムズ（英語版）、1985年）
- わがままな猫と暮らす方法（スティーブン・ベーカー（英語版）、1985年）
- にゃんたんシリーズ（ゲームブック絵岡田日出子、構成巻左千夫、1985年）
- 星の海のミッキー（ヴォンダ・マッキンタイア、1986年、準主役）
- ねこのポチ（岩本敏男、1986年）
- アトムキャット（手塚治虫、1986年 - 1987年）
- ダヤンとわちふぃーるど物語（池田あきこ、1987年 - ）
- シッポがともだち（桜沢エリカ、1987年 - ）
- ルドルフとイッパイアッテナ（斉藤洋、1987年 - ）
- ダークキャット（木村直巳、1987年 - 1993年）
- ふくふくふにゃ〜ん（こなみかなた、1987年 - ）
- みかん・絵日記（安孫子三和、1988年 - ）
- 猫の帰還（ロバート・ウェストール、1988年）
- ねこになった少年（作：征矢清、絵：やまだ紫、1988年）
- 空飛び猫（英語版）（アーシュラ・K・ル＝グウィン 著（ゲド戦記の作者）村上春樹訳、1988年）
- ねんねんネコのねるとこは（エリナー・ファージョン、1989年）
- 灰皿猫（浪花愛、1989年）
- うにゃにゃのにゃこちゃん一人旅（七瀬みしか、1989年）
- ピンギーマヤー（作：山本邦一、画：さいとうかずと、1989年 - 1990年）
- NYAN2TOWN（ニャンニャンタウン）（ユーカリ、1980年代頃）
- 猫たちの聖夜（アキフ・ピリンチ、1989年）（および続編『猫たちの森』1993年）

### 1990年代
- ねこぢるうどん（山野一＋ねこぢる、1990年 - ）
- トラ猫ミセス・マーフィシリーズ（リタ・メイ・ブラウン（英語版）、スニーキー・パイ・ブラウン、1990年 - ）
- 柩の中の猫（小池真理子、1990年）[29]
- くろねこかあさん（東君平、1990年）
- 大事なことはみーんなネコに教わった（スージー・ベッカー（英語版）、1990年）
- ネコジャラ物語（コトブキシステム、1990年）
- 愛しのチロ（荒木経惟、1990年）
- ウィッチクエスト（冒険企画局、1991年、準主役）
- 猫楠（水木しげる、1991年 - 1992年）
- ねこめ〜わく（竹本泉、1991年 - ）
- あたしの一生―猫のダルシーの物語（ディー・レディー著、江國香織訳1992年）
- タンゲくん（片山健、1992年）[30]
- はぐはぐ（こなみかなた、1992年 - ）
- キャットチップス（吉沢深雪、1992年 - ）
- ねこのめ（小林めぐみ、1992年 - ）
- 眠れぬ夜の小さなお話 /ともだちでいようね（原由子、1992年 - 1993年）
- 3丁目のタマ うちのタマ知りませんか?（1993年 - ）
- 迷い猫あずかってます―遊興一匹（金井美恵子、1993年）
- 猫の島（小花美穂、1993年 - 1994年）
- うちのうめは今日もげんき（緒形もり、1993年 - 1999年）
- あにゃんがポン（かわばたひろみ、1993年 - ）
- つなわたりのすきなねこ（竹下文子、南塚直子、1993年）
- 空飛び猫（英語版）（アーシュラ・K・ル＝グウィン、村上春樹訳1993年）
- 飼猫ボタ子の生活と意見（曾野綾子、1994年）
- 猫に時間の流れる（保坂和志、1994年）
- ねころんでねこ（北山竜、1994年）
- にやーん！（かわちゆかり、1994年 - 1995年）
- 黒猫サンゴロウシリーズ（竹下文子、1994年 - 1996年）
- あさめしまえにゃんこ（バンプレスト/ザムス、1994年）
- ノラネコの研究（たくさんのふしぎ傑作集、 伊沢雅子、 1994年）
- 猫のティータイム（ステラ・ホワイトロー（英語版）、1994年）
- 黒猫ムーンヌ（フィリップ・ラグノー（英語版）、1994年）
- 月刊ねこ新聞（㈲猫新聞社、1994年創刊 - 小沢良吉等）
- アブサン物語（村松友視、1995年）
- 猫の贈り物（リー・W・ラトリッジ、1995年）
- ねこと友だち（いとうひろし、1995年）
- 夜、猫が来る刻（『SISTER』所収[31]）（千之ナイフ、1995年）
- セツコ・山田の猫三昧（セツコ・山田、1995年 - ）
- 寒い国からやってきた猫（デリック・ロングデン（英語版）、1995年）
- 君の瞳に三日月（桑田乃梨子、1995年 - 1996年）
- はたらくねこ（渡辺電機（株）、1995年 - 1998年）
- ちんまりビクちゃん（かわばたひろみ、1996年 - ）
- だれも猫には気づかない（アン・マキャフリー、1996年）
- しましまえぶりでぃ、（TONO、うぐいすみつる、1996年）
- 『吾輩は猫である』殺人事件（奥泉光、1996年）
- 黒猫フーディーニの生活と意見（スーザン・フロンバーグ・シェーファー、1997年）
- 猫に時間の流れる（保坂和志、1997年）
- サイボーグクロちゃん（横内なおき、1997年 - 2001年）
- Cat Shit One（小林源文、1997年 - ）
- ウルトラニャン（1997年 - ）
- 小さいミャーロック・ホームズシリーズ（津田直美、1997年 - ）
- 猫探偵正太郎シリーズ（柴田よしき、1998年 - ）
- 火宵の月（平井摩利、1998年-）
- ネコがスキ（野中のばら、1998年 - ）
- 猫に満ちる日（稲葉真弓、1998年）
- ケンブリッジの哲学する猫（フィリップ・J・デイヴィス、1998年）
- ふわふわ（村上春樹、安西水丸、1998年）
- ねこモコぐうすか（いさやまもとこ、1998年）
- いいな いいな イヌって いいな（リディア・モンクス、1998年）
- まぼろし谷のねんねこ姫（ふくやまけいこ）1998年
- ネコマジン（鳥山明）1999年
- てくてくとあるこう（野中のばら、1999年）
- 王様な猫シリーズ（秋月こお、1999年 - ）
- ゾッチャの日常（生藤由美、1999年 - ）

### 2000年代
- 猫の地球儀（秋山瑞人、2000年）
- グーグーだって猫である（大島弓子、2000年 - ）
- サンダーバニーとワンダーミュー（ロドニー・アラン・グリーンブラット、2000年）
- ロマンちゃん（STUDIO R+H、2000年）外部リンク→
- 魔法少女猫たると（介錯、2000年 - ）
- P女子寮のネコ（とみさわ千夏、2000年 - ）
- ちびとぼく（私屋カヲル、2000年 - ）
- エリザベス 現代版『吾輩は猫である』（山川とおる、2000年）
- 機械じかけの猫（トリイ・ヘイデン、2000年）
- ネコが猫であるための30の方法（高橋由美、2000年）
- 美麗猫 -ミラキャット-（宝塚歌劇団のショー作品、作・演出:三木章雄、2000年）
- ある日のツヴァイ（竹本泉、2000年 - 2002年）
- ネコの王（小野敏洋、2000年 - 2003年）
- いつでもどこでも ネコ町物語 ナーゴシリーズ（モーリーあざみ野、2001年-）
- クロ號（杉作、2001年 - ）
- Humanize Sequel（すんぢ、2001年）
- しあわせは子猫のかたち（乙一、2001年 - ）
- 愛別外猫雑記（笙野頼子、2001年）
- 明け方の猫（保坂和志、2001年）
- おおねこさん（おまたたかこ、2001年）
- 野良猫ムーチョ（ヒロコ・ムトー、2001年 - ）
- 風車小屋ねこカッチェ（グレッチェン・ウェルフレ、ニコラ・ベイリー、2001年）
- ネコロジ―ノラ猫トイとその仲間たちの物語（坂崎幸之助、2001年）
- とらちゃん的日常（中島らも、2001年）
- 本日の猫事情（いわみちさくら、2001年 - 2010年）
- バロン―猫の男爵（映画『猫の恩返し』の原作（柊あおい、2002年））
- うちの猫のコト（めで鯛、2002年）
- ちびギャラリー（ボンボヤージュ、2002年）
- ひなたでチュッ（緒形もり、2002年）
- そして龍太はニャーと鳴く（松原真琴、2002年）
- 抱きしめて!ノアール（飯坂友佳子、2002年 - ）
- ねこきっさ（ととねみぎ、2002年 - ）
- とりっくトリップ☆ぱらパラだいす（岩崎つばさ、2002年 - 2003年）
- くろくま日記（寺島令子、2002年）
- ドルフィン・エクスプレスシリーズ（竹下文子、2002年）
- 悪戯王子と猫の物語（森博嗣、2002年 ）
- 猫の建築家（森博嗣、2002年）
- カンちゃん（フジヤマジョージ、2003年 - ）
- 猫三味線（梅田佳声の長編紙芝居 1920年代に上演され、唐沢俊一監修2003年に復刻 2006年DVD発売）
- 爆れつニャンコのたまたま通信!!（めで鯛、2003年）
- ペット心理療法士シリーズ（新田一実、2003年 - 2004年）
- 嘘猫（浅暮三文、2004年）
- キャットウォーク事件簿シリーズ（新田一実、2004年 - ）
- 黒猫恋愛組曲（高宮智、2004年）
- 猫にかまけて（町田康、2004年）
- 猫（クラフト・エヴィング商會、2004年）
- コイネコ（真島悦也、2004年 - ）
- はっちゃん（八二一、2004年 - ）
- ハードナッツ（大竹とも、2004年 - ）
- チーズスイートホーム（こなみかなた、2004年 - ）
- プーねこ（北道正幸、2004年 - ）
- ドボン&ウズ・メメス（葛西映子、2004年 - ）
- ポヨポヨ観察日記（樹るう、2004年 - ）
- ROOTねこねこ（小野敏洋、2004年 - 2005年）
- けものとチャット（みずしな孝之、準主役）2004年
- きょうの猫村さん（ほしよりこ、2005年）
- 長い長いさんぽ（須藤真澄、2005年 - 2006年）
- あみねこのいる生活（ねこやま、2005年）
- 私は猫ストーカー（浅生ハルミン、2005年）
- 猫探偵カルーソー（クリスティアーネ・マルティーニ、2005年）
- いとしのマイ・キャット☆LOKI（ベティーナ・M・カーコスキ、2006年 - ）
- 『ねこぱんち』月刊誌（少年画報2006年 - ）
- おまもりひまり（的良みらん、2006年 - ）
- 学園創世 猫天!（岩原裕二、2006年 - 2008年）
- ちょこっとヒメ（カザマアヤミ、2006年 - 2009年）
- 実録ネコ裁判-うちのネコが訴えられました!?（山田タロウ、2006年）
- ハルノクニ（浜中明・中道裕大）、2006年）
- しいちゃん日記(群ようこ、2006年）
- ネコココ（國司華子、2006年）
- 作家の猫（夏目房之介、青木玉、常盤新平、2006年）
- 猫ラーメン（そにしけんじ、2006年 - 2012年）
- 猫mix幻奇譚とらじ（田村由美、2007年）
- 猫鳴り（沼田まほかる、2007年）
- にゃんこと魔法のぼうし（2007年）
- 猫絵十兵衛 御伽草紙（永尾まる、2007年 - ）
- 黒猫エース（きょうこりん、2007年 - ）
- 江の島ワイキキ食堂（岡井ハルコ、2007年 - ）
- にゃんこい!（藤原里、2007年 - ）
- 余命4ヶ月のダビデ（的場千賀子・辻聡、2008年）
- ブランケット・キャッツ（重松清、2008年）
- 平太―なにわのぶちゃいどる猫（ばんひろみ、2008年）
- 図書館ねこデューイ：町を幸せにしたトラねこの物語（ヴィッキー・マイロン（英語版）、2008年）
- 迷い猫オーバーラン!（松智洋、2008年 - ）
- ねこの根子さん（あさのあつこ、2009年）
- 『ねことも』月刊誌（秋水社2009年 - ）
- 片桐くん家に猫がいる（吉川景都、2009年 - ）
- にゃんぱいあ（yukiusa、2009年）
- レオくん（萩尾望都、2009年）

### 2010年代
- 猫物語（西尾維新、2010年）
- モンハン日記 ぎりぎりアイルー村（べんぴねこ、2010年）
- ユリイカ2010年11月号 特集=猫 この愛らしくも不可思議な隣人（角田光代、西加奈子、荒木経惟、町田康、いがらしみきお、ほしよりこ、朝吹真理子、2010年）
- ばいばい、にぃに。～猫と機関車～（柳川喜弘、2011年）
- ブラックボードドリームズ!（中島渉、2011年）
- 猫まみれ―招き猫亭コレクション （招き猫亭、2011年）
- 失われた猫（森博嗣、2011年）
- うきわねこ（蜂飼耳、牧野千穂、2011年）
- 吾輩も猫である（森本哲郎、2011年）[32]
- アラビア猫のゴルム（ヤマザキマリ、 2011年 - ）
- 水よう日の花子さん（霜田あゆ美2011年 - ）
- どうしても干支にはいりたい（ポリアンナグラフィックス、2012年 - ）
- 猫なんかよんでもこない。（杉作、2012年 - 2014年）
- 黒猫の駅長さん（山口悠、2013年 - 2017年）
- うちの3ねこ（松本ぷりっつ、2013年-2022年））
- にゃ～めん（2014年）
- はしやすめに 猫田さん（久楽、2014年）
- 猫田びより（久楽、2014年 - ）
- ふたりのねこ（ヒグチユウコ、2014年）
- 同居人はひざ、時々、頭のうえ。（原作：みなつき / 作画：二ツ家あす、2014年 - ）[33]
- キャットしてグ～!（おぐらなおみ、2014年）
- にゃんこデイズ（たらばがに、2014年 - 2020年）
- 鴻池剛と猫のぽんた ニャアアアン!（2015年）
- ねこねこ日本史（2016年）
- ノラと皇女と野良猫ハート（2016年）
- うちの猫がまた変なことしてる。（卵山玉子、2016年）[34]
- ルーヴルの猫（松本大洋、2016年 - 2017年）
- 猫のお寺の知恩さん（オジロマコト2016年 - 2018年）
- 伊藤潤二のねこ日記 よん&むー（2017年ワイドKC 週刊少年マガジン）
- 佐々木探偵事務所には、猫又の斑さんがいる。（杜奏みなや、2017年）[35]
- 猫暮らしのゲーマーさん（灘谷航、2018年 - 2022年）[36][37]
- おじさまと猫（桜井海、2018年 - ）
- 俺、つしま（おぷうのきょうだい、2018年 - ）
- カフェネコ☆ジャムの人生相談 : 疲れた心を癒す、コーヒーとネコをどうぞ（山本陽子、2019年）[38][39]
- 夜は猫といっしょ（キュルZ、2019年 - ）
- カワイスギクライシス（城戸みつる、2019年 - ）
- 佐伯さん家のブラックキャット（ユウキレイ、2019年 - ）[40]
- CreepyCat 猫と私の奇妙な生活（コットンバレント、2019年 - ）
- デキる猫は今日も憂鬱（山田ヒツジ、2019年 - ）[41]
- 苦悩！化け猫おはし（日日ねるこ、2019年 - ）[42]

### 2020年代
- ネコサカ！（おおばあつし、2020年 - 2021年）[43][44]
- ツレ猫　マルルとハチ（園田ゆり、2020年 - ）[45]
- 猫には猫の猫ごはん。（御木ミギリ、2020年 - ）[46]
- チート転生した猫は嫁の膝で丸くなりたい（樹るう、2021年 - ）[47]
- きりもやびより（みずしな孝之、2021年 - ）[48]
- イケボキャット（出迦オレ、2021年 - 2022年）[49]
- 猫またはごはんを。（湖西晶、2022年 - ）[50]

## アニメ
- クレイジー・カット（ジョージ・ヘリマン作1913年 - 1944年連載）
- フィリックス・ザ・キャット（1919年 - ）
- トムとジェリー（1940年 - ）
- ドラ猫大将（1961年 - ）
- 長靴をはいた猫(劇場用アニメ)（1969年）
- ムスティ（レイ・グーセンス、1960年代末）
- もーれつア太郎
  - 第1作（1969年 - 1970年）
  - 第2作（1990年）
- おしゃれキャット（1970年）
- いなかっぺ大将（1970年 - 1972年）
- ながぐつ三銃士（1972年）
- 長靴をはいた猫 80日間世界一周（1976年）
- Baggy Pants and the Nitwits（1977年）
- スーキャット（1980年）
- 黒猫警長（原作諸志詳 戴鉄郎 1984年） - 中国のアニメ作品[27]。
- 銀河鉄道の夜（アニメ映画）（原作：宮沢賢治、監督：杉井ギサブロー、1985年）
- What's Michael?（ホワッツ マイケル?）(小林まこと、1985年)
- キャッ党忍伝てやんでえ（1990年 - 1991年）
- みかん絵日記（1992年 - 1993年）
- イーハトーブ幻想〜KENjIの春（ 監督・脚本：河森正治、監修：天澤退二郎、ますむらひろし、1996年）
- キャッツ・ドント・ダンス（1997年）
- オギー&コックローチ（ゴーモン・シーラム、1998年）
- ケチャップ (アニメ)（1998年）
- ニャニがニャンだー ニャンダーかめん（やなせたかし、2000年 - 2001年）
- ちゃめねこディンガ（2001年）
- TAMALA2010 a punk cat in space（監督：toL、2002年）
- 猫の恩返し（監督：森田宏幸、2002年）
- ハットしてキャット（監督：ボー・ウェルチ、2003年）
- キッドvsキャット（カナダのテレビアニメ、2008年 - 2011年）
- くるねこ（くるねこ大和、2008年 - ）
- チーズスイートホーム (2008年)
- にゃんこい!（2009年）
- 長ぐつをはいたネコ (2011年の映画)　(シュレックシリーズ)
- グスコーブドリの伝記（アニメ映画）（原作：宮沢賢治、監督：杉井ギサブロー、2012年）
- すみっコぐらし　(サンエックス､ 2012年 - ）
- 直球一本勝負猫ピッチャー（そにしけんじ、2014年）
- にゃんこデイズ（2017年）
- 同居人はひざ、時々、頭のうえ。（2019年）
- 泣きたい私は猫をかぶる（2020年）
- 俺、つしま（2021年）
- 夜は猫といっしょ（2022年）
- カワイスギクライシス（2023年）
- デキる猫は今日も憂鬱（2023年）[51]
- Flow（2024年）[52][53]

## 映画、映像、実写系作品
- The Boxing Cats（フランス語版）（監督：ウィリアム・K・L・ディクソン、ウィリアム・ハイセ、1894年）
- The Sick Kitten（英語版）（監督：ジョージ・アルバート・スミス、1903年）
- 有馬猫（1937年）
- 怪猫有馬御殿（1953年）
- 怪談佐賀屋敷（1953年）
- 怪猫五十三次 (1956年の映画)
- 亡霊怪猫屋敷（橘外男原作1958年中川信夫監督、新東宝）
- シャム猫FBI/ニャンタッチャブル　ロバート・スティーヴンソン (映画監督)（1965年）
- 秘録怪猫伝（1969年）
- ハリーとトント（監督：ポール・マザースキー、1974年）
- なめ猫（1980年代）
- 子猫物語（監督：畑正憲、1986年）
- やっぱり猫が好き（フジテレビ、1988年 - ）
- こねこ（英語版）（監督：イワン・ポポフ、1996年）
- ネコのミヌース（原作：アニー・M・G・シュミット（英語版）、2001年）
- ネコナデ（2008年）
- ネコを探して（ミリアム・トネロット（監督） 、フランス語、2009年）たま (猫の駅長)出演
- ねこタクシー（テレビ版、 映画版2010年）
- ねこタクシー（2010年）
- くろねこルーシー（2012年）
- 岩合光昭の世界ネコ歩き（NHK BSプレミアム、2012年 - ）
- 猫侍（テレビ／映画、2013年）
- 猫忍（テレビドラマ／映画、2017年）
- 新宿東口の猫（2021年） - 街頭ビジョン「クロス新宿ビジョン」に映し出される3Dの巨大な猫（三毛猫）。

## 落語
- 赤貝猫
- 猫怪談
- 猫久
- 猫の恩返し
- 猫の災難
- 猫の皿
- 猫の忠信（猫忠）
- 猫定
- 仔猫

## 伝説・昔話
- 有馬猫騒動（有馬頼貴）
- 鍋島猫騒動
- 阿波猫騒動
  - お松大権現　阿波猫騒動の猫を祀った神社
- 岡崎猫騒動(岡部の猫石)

- 相良猫騒動（湯山宗昌）

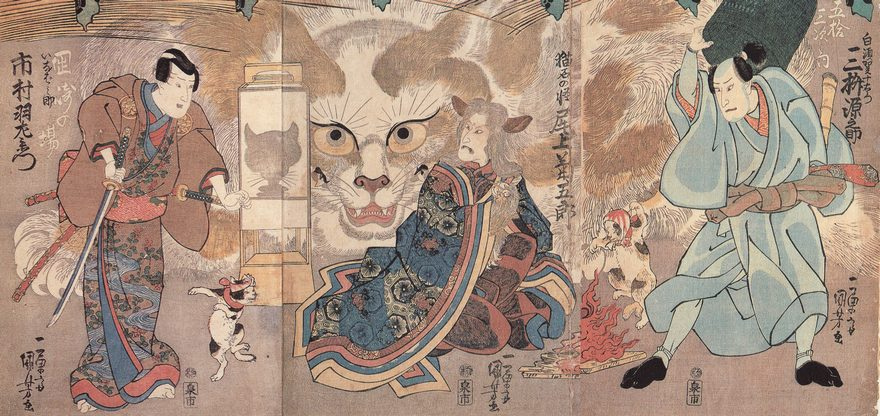
岡崎の化け猫騒動を題材にした歌舞伎鶴屋南北 (4代目)作「独道五十三駅」を描いた歌川国芳画『梅初春五十三駅』

- 猫の守護（山梨県、新潟県、岡山県などに同様の話が存在。大倉孫兵衛著『田家茶話』に収められている大阪の話が有名）
- 猫山（伊藤常足著『太宰管内志』所収。阿蘇の根子岳に関する伝説）
  - 鈴木澄子や入江たか子主演、「怪猫シリーズ」として上記の化け猫を題材とした化け猫映画が製作されている。

## 楽曲
- ヘイ・ディドル・ディドル（英語版）[54]（ "The Cat and the Fiddle（キャット・アンド・フィドル）"、"The Cow Jumped Over the Moon" ともいう。イングランド起源。1765年頃のロンドン初出。）
- おっちょこちょい節（端唄・別名「猫じゃ猫じゃ」）
- 猫のサンバ（鈴木香織。1993年）[55]
- こねこのしーにゃん（小笠原ちあき。『ひらけ!ポンキッキ』挿入歌）
- 黒ネコのタンゴ（童謡）
  - ケロネコのタンゴ（上記のオリジナルを歌った皆川おさむが歌う、ケロロ軍曹ED。）
- ひげなしゴゲジャバル（ペギー葉山）
- 子猫と酔いどれ（尾崎紀世彦 『尾崎紀世彦/風のグラフィティー』収録）
- ネコ・ニャンニャンニャン（あのねのね）
- ゴロちゃん（すぺぺ）
- ネコに風船（大塚愛）
- ラスタねこ（フジコ&ジョニーP）
- わたしのにゃんこ（矢野顕子 NHK『みんなのうた』1983年）
- ドラネコロックンロール（『おかあさんといっしょ』1986年5月の歌）
- ねこのひげ（『おかあさんといっしょ』1998年2月の歌。ネコのヒゲの役割を歌った曲）
- まねきネコネコ（『おかあさんといっしょ』2000年11・12月の歌）
- K（BUMP OF CHICKEN『THE LIVING DEAD』収録）
- ガラスのブルース（BUMP OF CHICKEN『FLAME VEIN』収録）
- 猫（aiko『かばん』収録）
- 猫（サザンオールスターズ 『NUDE MAN』収録）
- REGGAE（KOTONE）
- クロ（遊佐未森『休暇小屋』収録。NHK『みんなのうた』2005年12月-2006年1月の歌）
- おれ、ねこ（松本素生 NHKEテレ 『Eテレ0655』）
- あたし、ねこ（加藤千晶→小泉今日子 NHKEテレ 『Eテレ0655』）
- 猫（DISH//）
- アスタ・ルエゴ 〜さよなら月の猫〜（研ナオコ）
- 子猫のLove Song（ナスビー 1985年。アサヒビール"Be"CMソング）[56]

## ゲーム
- ポケットモンスターシリーズ（ゲームフリーク／株式会社ポケモン、1996年 - ）
- どこでもいっしょシリーズ（ソニー・コンピュータエンタテインメント、1999年 - ）
- にゃんこ大戦争（ポノス、2010年 - ）
- 妖怪ウォッチシリーズ（レベルファイブ、2013年 - ）
- ねこあつめ（Hit-Point、2014年 - ）
- Stray（BlueTwelve Studio、2022年 - ）

## 著名なCM作品
- 三菱電機／霧ヶ峰（1989） ネコ（小泉今日子）
- 資生堂／シャワーソープ（1991）黒猫（宮沢りえ）
- ヤマト運輸／クール宅急便（1995）クロネコ（吉幾三・裕木奈江）
- シャープ／エコロジークラス（2004）ミーヤ（吉岡秀隆）
- ロッテ／シャルロッテ（2006）黒猫娘（榮倉奈々）